# Мадагаскарска стърчиопашка
Мадагаскарска стърчиопашка (Motacilla flaviventris) е вид птица от семейство Стърчиопашкови (Motacillidae).

## Разпространение
Видът е разпространен в Мадагаскар.